# Rawabi
Rawabi (arabisch روابي, DMG Rawābī ‚die Hügel‘) ist ein circa 630 Hektar großes Entwicklungsgebiet in der Zone A der Palästinensischen Autonomiegebiete im Westjordanland.

## Planung
Der palästinensische Unternehmer Bashar Masri baut 9 Kilometer nördlich von Ramallah und südlich von Nablus in der Nähe der Gemeinde Atara eine geplante Stadt für 25.000, später bis zu 40.000 Einwohner. Masris Firma Massar-Holding aus Ramallah ist eine Public Private Partnership (PPP) mit der Palästinensischen Autonomiebehörde eingegangen. Sie will mit finanzieller Hilfe durch Einlagen und Kredite der Diar Real Estate Investment Company, eines Tochterunternehmens des aus Erdöl- und Erdgaseinnahmen gespeisten Staatsfonds von Katar, das Projekt vollenden. Für das Projekt wurde die gemeinsame Tochtergesellschaft Bayti (deutsch: Mein Haus) gegründet. Die Kosten der Gesamtinvestition belaufen sich auf circa 800 Millionen US-$. Das Projekt wurde auf der Palestine Investment Conference 2008 beschlossen.
Das gesamte Planungsgebiet liegt in Zone A, die Planungshoheit liegt also bei der Autonomiebehörde. Die geplante Zufahrtsstraße für zukünftige Einwohner liegt jedoch teilweise in der israelisch kontrollierten Zone C. Eine Genehmigung durch die israelischen Behörden liegt noch nicht vor. Eine vorläufige Straße für den Bauverkehr wurde im Januar 2012 genehmigt. Ohne den Bau dieser Straße war die Entwicklung in Frage gestellt. Nach Gesprächen mit dem US-Sonderbeauftragten für den Nahen Osten George J. Mitchell im Mai 2010 hatte die israelische Regierung die Bereitschaft signalisiert, auch das für den Bau der Hauptzufahrtsstraße benötigte Land zur Verfügung zu stellen.

## Bauarbeiten

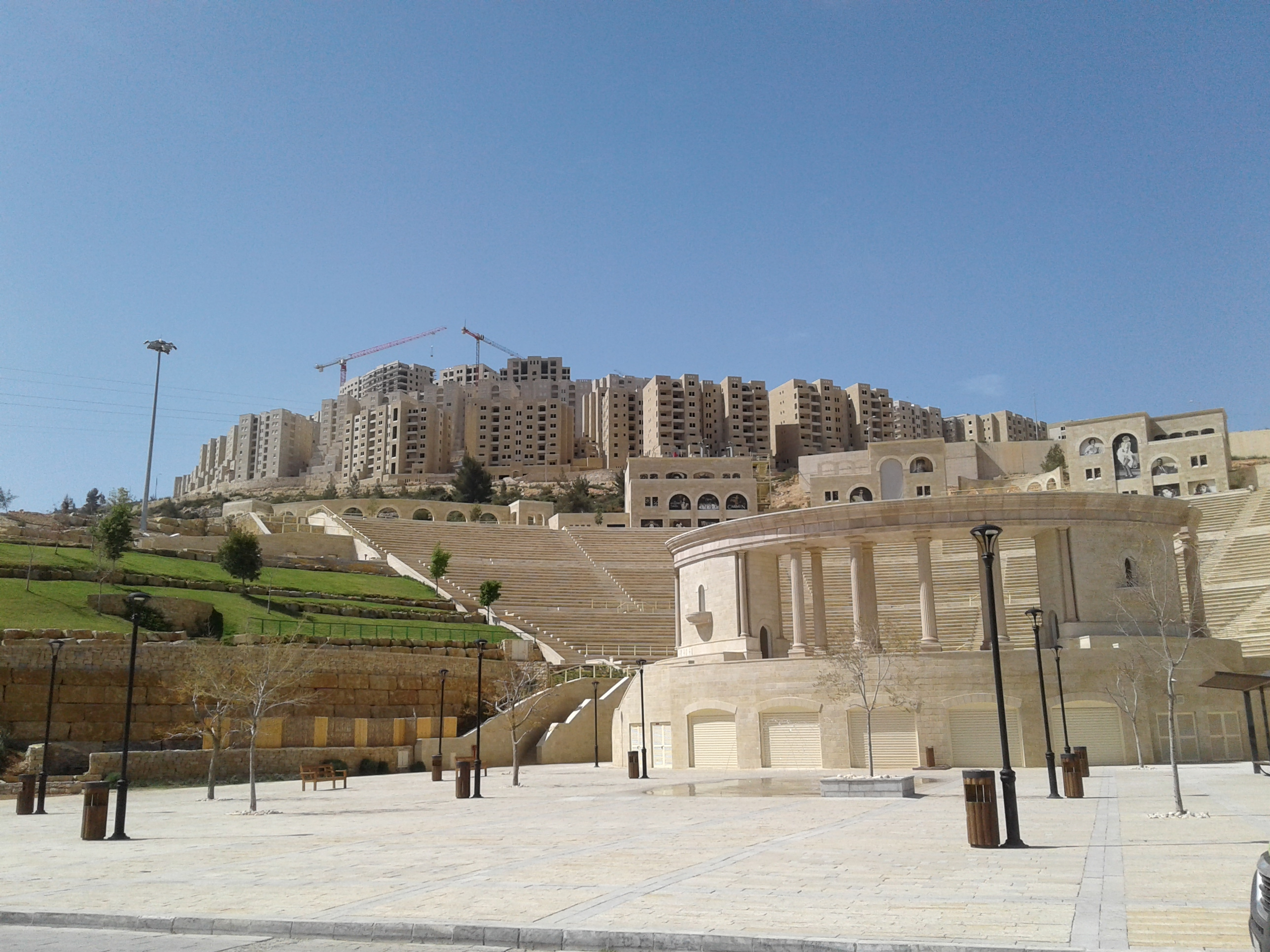
Ansicht im Jahr 2017

Die ersten Bauarbeiten begannen am 1. Januar 2010. Zuerst wurden auf bereits terrassierten Berghängen Baumsetzlinge gepflanzt. Des Weiteren wurden Baustraßen und die Kanäle für die Versorgung mit Strom, Gas, Wasser und für die Entsorgung der Abwässer begonnen.
Der frühere amerikanische Präsidentschaftskandidat John Kerry besuchte im Februar 2010 die Baustelle, der Sondergesandte des Nahost-Quartetts Tony Blair im Juni 2010, der UN-Generalsekretär Ban Ki-Moon im Januar 2012.
Im März 2010 schrieb die US-Behörde für Handel und Entwicklung (USTDA) zwei Verträge zur weiteren Entwicklung in Rawabi aus. Der erste Vertrag soll technische Hilfe für die Entwicklung der Informations- und Kommunikationstechnik (ICT) in der neuen Stadt finanzieren und der zweite soll Mittel für eine Machbarkeitsstudie (feasability study) für den Bau einer Kläranlage zur Abwasserbehandlung in Rawabi und den umliegenden Gemeinden zur Verfügung stellen.
Eine Vorgabe Masris, an die sich alle beteiligten Firmen halten müssen, lautet, dass für den Bau „nicht eine einzige in jüdischen Siedlungen produzierte Schraube“ verwendet wird. Die Beteiligung israelischer Firmen dagegen ist erwünscht und sogar notwendig. Als Reaktion darauf wurde im Juli 2011 das Boykott-Gesetz in der Knesset verabschiedet. Dieses Gesetz, das den Boykott Israels oder auch nur der Siedlungen verbietet, betrifft zwar nicht Masri, kann aber für die israelischen Firmen zum Problem werden.
Im März 2013 waren die ersten von 700 Wohnungen im Rohbau fertiggestellt, die bis zum Jahresende 2013 bezugsfertig sein sollen. Danach sollen jeden Monat 100 weitere Wohnungseinheiten fertiggestellt und bezogen werden.
Im Frühjahr 2015 erklärten sich die israelischen Behörden dazu bereit, Rawabi an das von Israel betriebene Trinkwassernetz anzuschließen. Seit April 2015 fließt genug Wasser für die ersten 1200 Einwohner Rawabis, die bis 2016 eingezogen sein werden.

## Stadtverwaltung
Am 30. Juni 2013 hielt das Stadtparlament seine erste Sitzung unter dem Vorsitz des von der palästinensischen Regierung eingesetzten Bürgermeisters Majed Abd Al Fatah in Rawabi ab.